# 2005年4月8日日食
2005年4月8日日食是一次全環食，發生於2005年4月8日（東半球為4月9日）。新月當天（即朔日），地球上觀測到月球和太阳的角距離極小，此時月球如果恰好在月球交點附近，穿過太阳和地球之間，與地球、太阳接近一直線，則會出現日食。月球穿過太阳和地球之間，本影末端與地表距離很小時，由於地表呈弧形，食帶中心附近地表被本影覆蓋，形成日全食，而食帶中心較遠的區域內本影未能接觸地表，使地表被偽本影覆蓋，形成日環食。這種同一次日食中先後出現全食和環食的稱為全環食。與單純的日全食和日環食類似，全環食的本影和偽本影兩側數千公里的半影範圍內也會形成日偏食。此次日全食未經過陸地，日環食經過了哥斯达黎加、巴拿马、哥伦比亚、委內瑞拉，日偏食則覆蓋了太平洋南半部、拉丁美洲的大部分及周邊部分地區。

## 日食概況

### 出現區域
本次日食發生時，新西兰南島東南約420公里處的太平洋洋面最先在4月9日日出時看到日環食，然後偽本影向東偏北方向移動，不久就跨過國際日期變更線，隨後本影錐末端接觸地表，環食轉變為全食，繼續向東北移動，在皮特凯恩群岛東北約1900公里的洋面達到最大食分。此後本影逐漸轉為向東移動，在太平洋東部、科科岛西北約500公里的洋面本影錐離開地表，全食再次變為環食。隨後偽本影經過巴拿馬地峽，進入南美洲，在4月8日日落時分結束於委內瑞拉玻利瓦尔州北部、古里水庫西岸附近。
本次本影覆蓋範圍均為海洋，因而陸地上無法看到日全食。全食帶經過了皮特凯恩群岛的海域，其中奧埃諾島距全食帶南沿最近處不到1.4公里，能看到食分非常接近1的日偏食。偽本影在離開地表前經過了一段陸地，可以看到日環食，時間均為4月8日傍晚時分，依次包括：
- ：蓬塔雷纳斯省南端；
- 巴拿马：奇里基省中部偏南、恩戈貝-布格雷特區南部、貝拉瓜斯省中部偏北、科克萊省中部偏南、巴拿馬省西南角（今屬西巴拿馬省南部）、東南角、塔沃加區中部和南部島嶼及珍珠群島北部、達連省北部、恩貝拉-沃內安特區東北部分的中部偏北；
- 哥伦比亚：安蒂奧基亞省北部、科爾多瓦省中部偏北、蘇克雷省南部、玻利瓦尔省中部偏南、塞薩爾省中部偏南、北桑坦德省中部偏北；
- 委內瑞拉：蘇利亞州最南端、塔奇拉州北部、梅里達州中部偏南、巴里納斯州中部偏北、波圖格薩州南端、瓜里科州南部、安索阿特吉州西南部、玻利瓦尔州西北部。[3][4]

除了上述狹窄的區域能看到日全食或日環食，月球半影覆蓋範圍內都能看到日偏食，包括太平洋南半部的衆多島嶼、南极洲埃爾斯沃思地的部分區域、美国南部和東部，及拉丁美洲除巴西東部、智利和阿根廷兩國南半部外的大部分，其中大部分位於國際日期變更線以東，在4月8日看到日食，剩下的部分在4月9日看到日食。

此次全環食過程中月影在地表移動的動畫

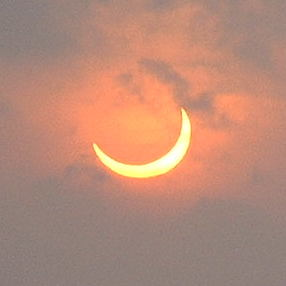
委內瑞拉奈瓜塔的日偏食

### 基本參數
- 類型：全環食
- 食甚中心處（位於皮特凯恩群岛東北約1900公里的南太平洋）資料：
  - 時間：2005年4月8日20:35:45.2
  - 地點：10°34.1′S 118°58.9′W / 10.5683°S 118.9817°W
  - 食分：1.0074（全環食帶內最大）
  - 本影寬度：27.0公里
  - 日全食持續時間：42.1秒
- 全食最長處資料：
  - 時間：2005年4月8日20:33:13
  - 地點：11°12′S 119°32′W / 11.200°S 119.533°W
  - 本影寬度：27.0公里
  - 日全食持續時間：42.1秒（全環食帶內最長）[6]

## 觀測

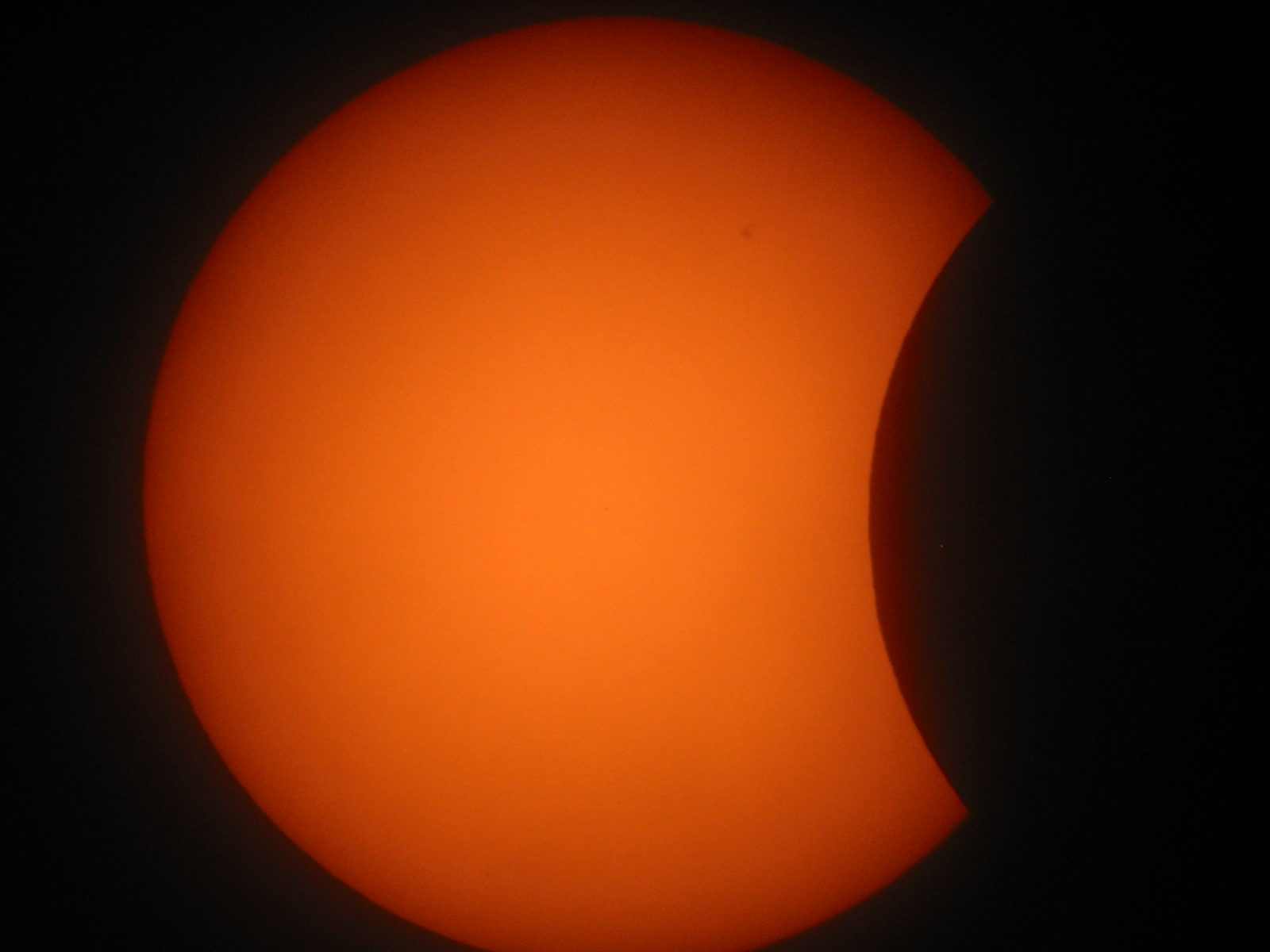
新西蘭基督城的日偏食

儘管本次全環食中可以在中南美洲的陸地上看到日環食，但相比之下，月球本影區域內，月球完全遮蔽了太陽的光球部分，在日全食的短暫的時間內出現類似黑夜的景象。比光球暗得多、平時無法看見的色球、日冕和日珥都在此時出現，這是在地球上除了使用日冕儀之外觀察太陽大氣的唯一機會。而無論是日環食還是日偏食，月球只遮擋了部分陽光，並未形成類似黑夜的景象，能看到的只是太陽形狀有所殘缺，色球、日冕和日珥等光球以外的部分仍然無法看到。因此許多人選擇乘船在南太平洋觀測日全食。
美国国家航空航天局戈达德太空飞行中心天體物理學家弗雷德·伊斯本力和威廉姆斯学院教授傑·珀薩喬夫乘坐「加拉帕戈斯傳說」號郵輪在科隆群岛以西的洋面觀測了日全食。該船先在4月1日至3日停靠了科隆群岛的數個島嶼，4月4日開始向西航行前往全食帶內。4月8日當天最初是多雲天氣，輪船向南尋找天晴的地點時還遇到較大的風浪，14:00起雲層開始散開，14:40左右的除虧時可以透過薄雲看到太阳，且天氣越來越晴朗，到全食階段時，天氣極佳，觀測非常成功。此後又經過數日航行，輪船於4月12日再次抵達科隆群岛並在隨後幾天停靠了數個島嶼。
此外，MV發現號、MS保羅·高更號（MS Paul Gauguin）等郵輪在皮特凯恩群岛和法屬玻里尼西亞一帶的海域供乘客觀測日全食，美国国家航空航天局林顿·约翰逊太空中心的地面觀測隊則在巴拿马佩诺诺梅附近觀測了日環食。

## 相關的日食

### 2004-2007年的日食
月球交替位於相對的月球交點時，以半個交點年（食年），即約177天又4小時間隔出現下列日食。
| 日食列表  |           |           |           |           |           |           |           |           |           |           |           |
| 1997-2000 | 2000-2003 | 2004-2007 | 2008-2011 | 2011-2014 | 2015-2018 | 2018-2021 | 2022-2025 | 2026-2029 | 2029-2032 | 2033-2036 | 2036-2039 |

| 升交點                     | 升交點                   |                            | 降交點                    | 降交點 |
| 沙羅週期                   | 地圖                     | 沙羅週期                   | 地圖                      |        |
| 119                        | 2004年4月19日 偏食（南） | 124                        | 2004年10月14日 偏食（北） |        |
| 129 委內瑞拉奈瓜塔的日偏食 | 2005年4月8日 全環食      | 134 西班牙馬德里的日環食   | 2005年10月3日 環食        |        |
| 139 土耳其西代的日全食     | 2006年3月29日 全食       | 144 巴西聖保羅的日偏食     | 2006年9月22日 環食        |        |
| 149 印度齋浦爾的日偏食     | 2007年3月19日 偏食（北） | 154 阿根廷科爾多瓦的日偏食 | 2007年9月11日 偏食（南）  |        |

### 沙羅周期
沙羅週期長度為18年11天。本次日食屬於沙羅週期129，共包含80次日食，依次為1103年10月3日至1446年4月26日的20次日偏食、1464年5月6日至1969年3月18日的29次日環食、1987年3月29日至2023年4月20日的3次全環食（亦稱混合食）、2041年4月30日至2185年7月26日的9次日全食、2203年8月8日至2528年7月26日的19次日偏食，總共歷時1424.38年。其中最長的全食發生於2131年6月25日，共持續了3分43秒。
下表列舉了1901年至2100年間發生的屬於該周期的日食，是第46至56次：
| 46            | 47            | 48            |
| ------------- | ------------- | ------------- |
| 1915年2月14日 | 1933年2月24日 | 1951年3月7日  |
| 49            | 50            | 51            |
| 1969年3月18日 | 1987年3月29日 | 2005年4月8日  |
| 52            | 53            | 54            |
| 2023年4月20日 | 2041年4月30日 | 2059年5月11日 |
| 55            | 56            |               |
| 2077年5月22日 | 2095年6月2日  |               |

## 資料來源
1. 1 2  樊忠玉. . 中国天文科普网.   [2015-12-31]. （原始内容存档于2014-09-17）.
2. 1 2  Fred Espenak. . NASA Eclipse Web Site.   [2015-12-31]. （原始内容存档于2016-03-08）.（英文）
3. ↑  Fred Espenak. . NASA Eclipse Web Site.   [2015-12-31]. （原始内容存档于2016-03-08）.（英文）
4. ↑  Xavier M. Jubier. .   [2016-01-10]. （原始内容存档于2016-03-03）.（法文）（英文）
5. ↑  Fred Espenak. . NASA Eclipse Web Site.   [2015-12-31]. （原始内容存档于2008-08-08）.（英文）
6. ↑  Fred Espenak. . NASA Eclipse Web Site.   [2015-12-31]. （原始内容存档于2016-03-08）.（英文）
7. ↑  Greg Shanos. . Skyscrapers, Inc. 2005-06  [2016-01-01]. （原始内容存档于2016-01-05）.（英文）
8. ↑  Xavier M. Jubier. .   [2016-01-01]. （原始内容存档于2015-12-06）.（法文）（英文）
9. ↑  Howard Anton Duncan. . EclipseHD.info.   [2016-01-01]. （原始内容存档于2016-02-20）.（英文）
10. ↑  Paul D. Maley. . Eclipse Tours.   [2016-01-01]. （原始内容存档于2016-01-21）.（英文）
11. ↑  Fred Espenak. . NASA Eclipse Web Site.（英文）

## 外部連結
- NASA日食專頁（页面存档备份，存于）（英文）
- 可見區域圖和時間統計：由弗雷德·埃斯佩纳克做出的日食預報，NASA/GSFC
  - Google互動地圖呈現的日食範圍
  - 貝塞爾元素
- Google地圖顯示的日全食、日環食和日偏食範圍（页面存档备份，存于）（法文）（英文）

圖片：
- 1954-2008年歷次日全食的日冕（页面存档备份，存于），本次拍攝於太平洋（法文）（英文）
- Spaceweather.com的多地日全食、日環食及日偏食照片（页面存档备份，存于）（英文）
- 皮特凯恩群岛以北的南太平洋的日全食（页面存档备份，存于）（英文）
- 科隆群岛以西的太平洋的日全食（页面存档备份，存于）（英文）
- 2005年4月8日全環食（页面存档备份，存于），傑·珀薩喬夫（英语：Jay Pasachoff）拍攝於科隆群岛以西的太平洋面的日全食（英文）
- 雲、飛機、太陽、食（日偏食），2005年4月11日每日一天文圖，拍攝於美国北卡罗来纳州霍利山（英语：Mount Holly, North Carolina）
- 混合型日蝕，2005年5月6日每日一天文圖，圖片為科隆群岛以西2200公里的太平洋面的日全食和巴拿马佩诺诺梅機場的日環食各取一半，2013年11月3日再次入選每日一天文圖罕見的混合型日食

| \| \| 日食 \|                              |                             |                                           |
| 上一次日食： 2004年10月14日日食 （日偏食） | 2005年4月8日日食 （全環食） | 下一次日食： 2005年10月3日日食 （日環食） |
| 上一次全環食： 1987年3月29日日食           | 2005年4月8日日食 （全環食） | 下一次全環食： 2013年11月3日日食          |
|                                            | 日食                        |                                           |